# Setter irlandês ruivo e branco
Setter irlandês ruivo e branco[Nota] (em inglês:  Irish Red and White Setter) é uma raça canina europeia proveniente da Irlanda. Conhecida desde o fim do século XVII, é a mais antiga entre as duas setter irlandesas, embora não muito popular fora de sua terra de natal. Tendo seu parente se tornado mais numerosu, chegou-se a pensar que os cães ruivo e branco tinham sido extintos. Com a raça reavivada anos mais tarde, teve o seu padrão estabelecido na década de 1940. Considerado um bom animal de trabalho, é largamente usado em competições de beleza. Fisicamente, pode chegar a atingir os 66 cm na altura da cernelha.